# Estação Ferroviária Arnhem Velperpoort

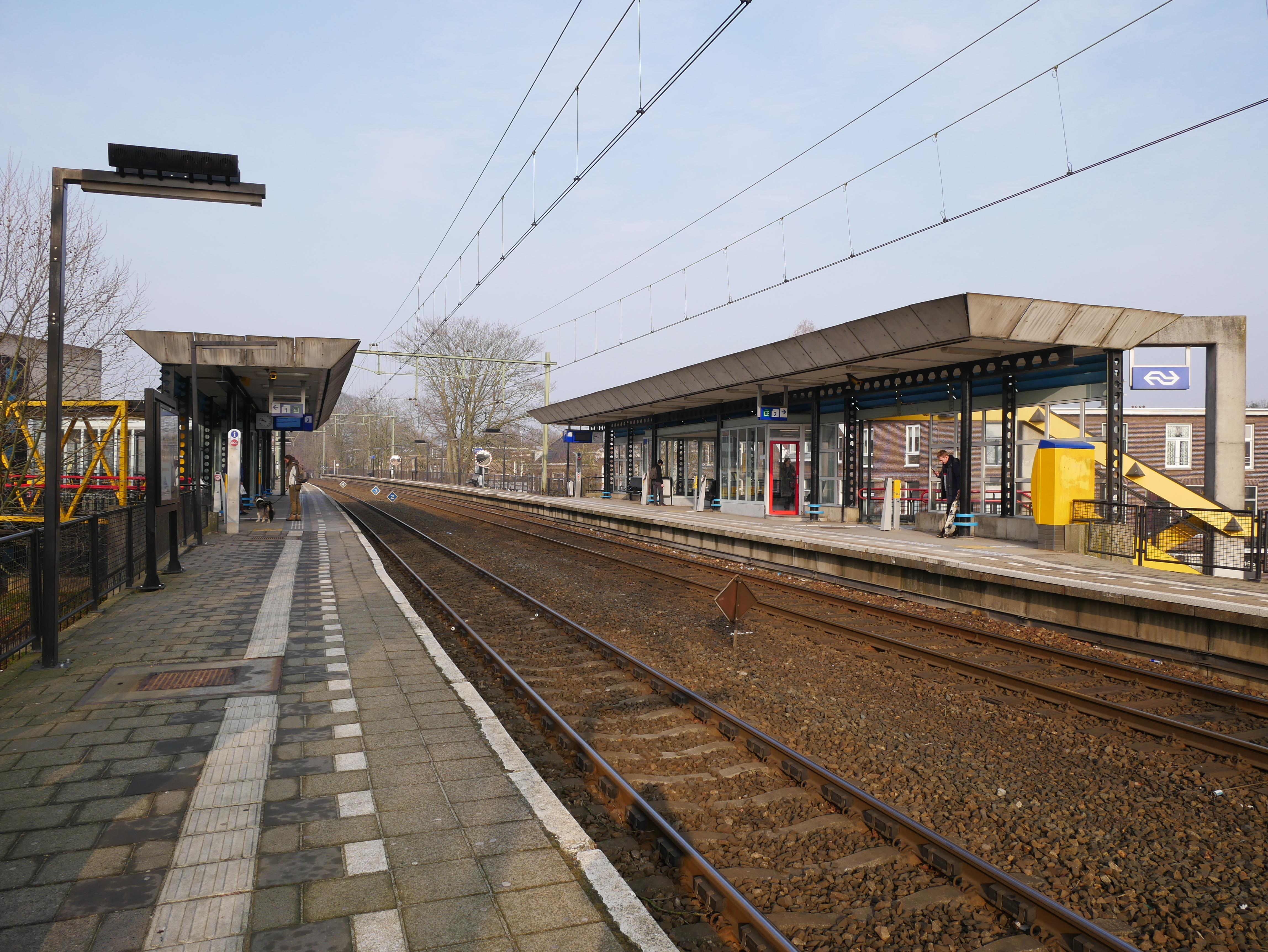
Imagem da Estação Ferroviária de Apeldoorn

A Estação Ferroviária Arnhem Velperpoort é uma estação ferroviária localizada no município de Arnhem, província de Guéldria, Países Baixos. A estação foi aberta pela primeira vez em 1893, fechando 25 anos depois e reabrindo em 1953.